# Neskowin
Neskowin est une localité (census-designated place) du comté de Tillamook dans l'Oregon aux États-Unis.
Située le long de l'océan Pacifique entre Cascade Head (en) et la baie de Nestucca, Naskowin est notamment connue pour sa spectaculaire Proposal Rock.